# Свята Словаччини
Національні свята Словаччини є офіційними вихідними не робочими днями в країні. Вони бувають як світськими, так і релігійними, окрім того законодавчо встановлені пам'ятні дати на згадку важливих історичних подій.

## Державні свята
| Дата         | Назва                                    | Назва словацькою                    | Примітки |
| ------------ | ---------------------------------------- | ----------------------------------- | --- |
| 1 січня      | День утворення Словацької Республіки     | Deň vzniku Slovenskej republiky     | Мирний розділ Чехословаччини на Чехію і Словаччину 1993 року.                                                                    |
| 5 липня      | День Святих Кирила та Мефодія            | Sviatok svätého Cyrila a Metoda     | 863 року православні місіонери брати Святі Кирило і Мефодій розпочали свою просвітницьку діяльність у Великій Моравії.           |
| 29 серпня    | День Словацького національного повстання | Výročie slovenské národné povstanie | Словацьке національне повстання 1944 року.                                                                                       |
| 17 листопада | День боротьби за свободу та демократію   | Deň boja za slobodu a demokraciu    | Демонстрації 1939 року проти фашизму і у 1989 році проти комунізму, Оксамитова революція. До 2001 року звичайний пам'ятний день. |

## Національні свята
| Дата     | Назва                       | Назва словацькою           | Примітки |
| -------- | --------------------------- | -------------------------- | --- |
| 1 січня  | Новий рік                   |                            | Початок нового року. |
| 1 травня | День праці                  | Sviatok práce              | Уперше святкувався 1886 року. |
| 8 травня | День звільнення від фашизму | Deň víťazstva nad fašizmom | Загальноєвропейське свято закінчення Другої світової війни 1945 року. За комуністичного режиму відзначався за російським зразком 9 травня. До 1996 року — звичайний пам'ятний день. |

## Загальнонаціональні релігійні свята
| Дата        | Назва                            | Назва словацькою                                       | Примітки                       |
| ----------- | -------------------------------- | ------------------------------------------------------ | ------------------------------ |
| 6 січня     | Богоявлення і православне Різдво | Zjavenie Pána                                          |                                |
| весна       | Страсна п'ятниця                 | Veľkonočný piatok                                      |                                |
| весна       | Великдень                        | Veľká noc                                              |                                |
| весна       | Поливаний понеділок              | Veľkonočný pondelok                                    | Смигус-дингус                  |
| 15 вересня  | День Божої Матері семи скорбот   | Sviatok Panny Márie Sedembolestnej, patrónky Slovenska | Заступниця Словаччини.         |
| 1 листопада | День Усіх Святих                 | Sviatok všetkých svätých                               | У цей день відвідують цвинтар. |
| 24 грудня   | Святий Вечір                     | Štedrý deň                                             | Увечері відкривають подарунки. |
| 25 грудня   | Різдво                           | Prvý sviatok vianočný                                  | Перший день Різдва.            |
| 26 грудня   | День Святого Стефана             | Druhý sviatok vianočný                                 | Другий день Різдва.            |

## Пам'ятні дати
| Дата       | Назва                                            | Назва словацькою                                          | Примітки                                                                   |
| ---------- | ------------------------------------------------ | --------------------------------------------------------- | -------------------------------------------------------------------------- |
| 25 березня | День боротьби за права людини                    | Deň zápasu za ľudské práva                                | Річниця першої свічкової ходи у Братиславі 1988 року.                      |
| 13 квітня  | День репресованих                                | Deň nespravodlivo stíhaných                               |                                                                            |
| 7 червня   | Роковини Меморандуму словацького народу          | Výročie Memoranda národa slovenského                      | Меморандум прийнятий 1861 року в містечку Мартін.                          |
| 5 липня    | День закордонних словаків                        | Deň zahraničných Slovákov                                 |                                                                            |
| 17 липня   | Декларація про суверенітет Словацької Республіки | Výročie Deklarácie o zvrchovanosti Slovenskej republiky   | Прийнята Національною радою 1992 року.                                     |
| 4 серпня   | День Словацької матиці                           | Deň Matice slovenskej                                     |                                                                            |
| 9 вересня  | День жертв Голокосту і расизму                   | Deň obetí holokaustu a rasového násilia                   | Відзначається від 2000 року.                                               |
| 19 вересня | День Національної ради словацького народу        | Deň vzniku Slovenskej národnej rady                       | Утворена 1848 року у Відні.                                                |
| 6 жовтня   | День пам'яті узяття Дукельського перевалу        | Deň obetí Dukly                                           | Східно-Карпатська операція 1944 року.                                      |
| 27 жовтня  | День черновської різанини                        | Deň černovskej tragédie                                   | Трагедія 1907 року в Чернові (тепер частина Ружомберока).                  |
| 28 жовтня  | День незалежності Чехословаччини                 | Deň vzniku samostatného česko-slovenského štátu           | Незалежність від Австро-Угорщини в 1918 році. Відзначається від 1999 року. |
| 29 жовтня  | День народження Людовита Штура (1815-1856)       | Výročie narodenia Ľudovíta Štúra                          | Відзначається від 1996 року.                                               |
| 30 жовтня  | Роковини Декларації словацького народу           | Výročie Deklarácie slovenského národa                     | Прийнята 1918 року в місті Мартін.                                         |
| 31 жовтня  | День Реформації                                  | Deň reformácie                                            | 95 тез Мартіна Лютера 1517 року у Віттенберзі.                             |
| 30 грудня  | День автокефалії словацької церкви               | Deň vyhlásenia Slovenska za samostatnú cirkevnú provinciu | Відзначається від 1998 року.                                               |